# 王弼 (成化乙未進士)
王弼（1449年—1498年），字存敬，號南廓，浙江承宣布政使司台州府黃巖縣（今浙江黃岩市）人，明朝政治人物。

## 生平
早年出身府學增廣生，中式浙江鄉試第四十二名舉人。成化十一年（1475年）乙未科會試第二百四十名，殿試登進士第三甲第一百二十四名。授溧水縣知縣，遷戶部主事，晉員外郎，出任興化府知府，卒於任內。

## 著作
王弼才思豪逸，出入韦应物、柳宗元、苏轼、黄庭坚，诗多拗句，运思颇苦。在他看来，不如此，不足以远离甜俗一派。这正是他的艺术追求。《赏梨花用东坡梅花韵》就能体现这样的特点。

## 家族
曾祖王伯永。祖父王宗民。父王秬，曾任州判。